# Vinogradov Fracture Zone
Vinogradov Fracture Zone är en sprickzon i Antarktis. Den ligger i havet utanför Östantarktis. Argentina och Storbritannien gör anspråk på området.